# Nayla Hayek
Nayla Hayek (nacida el 1 de enero de 1951) es una empresaria y emprendedora de nacionalidad suiza de origen libanés. Desde el año 2010 está a la cabeza del consejo de administración del Grupo Swatch, y dirige el grupo relojero suizo, líder mundial del mercado en su sector.

## Biografía
Nayla Hayek es la hija de Nicolas Hayek (industrial suizo) y de Marianne Metzger-Hayek.

### Estudios
Nayla Hayek siguió estudios en la escuela de negocios EU Business School, campus Montreux, en Suiza. donde fue galardonada con un doctorado honoris causa.

### Relación con la equitación
Desde la infancia, Nayla Hayek se interesó en la equitación y en los caballos, lo que con posterioridad la condujo a dedicarse a la cría de estos animales, así como a formarse y desempeñar funciones como juez arbitral internacional en relación con competiciones de caballos de raza árabe, en el seno de la WAHO: World Arabian Horse Organization, institución de la que Nayla fue y es miembro.
En particular, Nayla Hayek fundó e impulsó un establecimiento de cría de caballos en la comuna suiza de Schleinikon, cerca de Zúrich, donde desde 1970 ha criado pura sangre árabes, así como desde 1990 ha criado también Equus ferus caballus de carrera Cuarto de Milla.
Se destaca que en 1992, el ministro de finanzas alemán Jürgen Möllemann, ofreció al rey Fahd de Arabia Saudita, el pura sangre Omega-Massud surgido de su propio establecimiento de cría, en oportunidad de una visita de estado entre ambos mandatarios. Este acontecimiento a la vez marcó un reconocimiento internacional para el dignatario alemán en cuanto a su propio estatus como criador, y también concretó una buena publicidad para la marca Omega. La experiencia como criador de caballos de Jürgen Möllemann, así como su propio conocimiento de los caballos árabes, por cierto ayudaron al grupo Swatch a establecer una interesante red de contactos y de intercambios con el Oriente Medio.

### Carrera como empresaria
Hayek comenzó su carrera en el Grupo Swatch en 1991, como representante para Oriente Medio, en paralelo con su carrera de juez arbitral internacional en el área de la equitación. 
En el 2008, el Grupo Swatch se asoció oficialmente con la marca Tiffany (Tiffany Watches), y fue ella quien encabezó esta nueva entidad, con sede en Dubái.
Unos meses después de la adquisición de la empresa Harry Winston a principios de 2013, se convirtió en directora ejecutiva de esta empresa de joyería de lujo. En mayo de 2013 asumió la dirección de la marca estadounidense de joyería y relojes Harry Winston, donde presidió el consejo de administración desde marzo. Como parte de esta compra, adquirió el 15 de mayo de 2013 el Legacy, conocido como el “diamante más perfecto del mundo”, una pieza en forma de pera de 101 quilates valorada en 27 millones de dólares por Christie's en Ginebra. Al año siguiente, en la misma sala de subastas, invirtió 24 millones de dólares en la adquisición de un nuevo diamante, de color azul, al que llamó “The Winston Blue”. Su estrategia es invertir entre 20 y 40 millones de dólares en piezas singulares para promocionar los puntos de venta de su negocio de joyería.
También fue responsable del mercado de Oriente Medio de la consultora Hayek Engineering, fundada por su padre en 1963.
Después de haber ocupado diversas responsabilidades dentro del Grupo Swatch y ser vicepresidenta de la junta directiva, sucedió a su padre Nicolas Hayek como presidenta del consejo de administración del Grupo Swatch en 2010. Dirigió el grupo de relojes suizos hasta 2013, después de haber trabajado cinco años en este mismo consejo. También es responsable de la filial del grupo en Dubái (Swatch Group Middle East), Hayek Immobilier SA y Hayek Engineering AG (HEAG). Sus diversas funciones dentro del grupo la convierten en una de las mujeres más poderosas del mundo.
Su influencia en los países del Golfo Pérsico se debe, en particular, a sus responsabilidades en el grupo de lujo Rivoli, donde representa los intereses del Grupo Swatch, que adquirió una participación estratégica en 2008 en Rivoli. En 2014, Nayla Hayek figuraba entre los tres presidentes de consejos de administración de empresas con mayores remuneraciones en el SLI (Swiss Leader Index), con un importe percibido de 4.914.575 francos suizos, además de su salario de 231.378 francos suizos.

## Vida privada
Nayla es la madre de Marc Alexander Hayek nacido el 24 de febrero de 1971. Es la hermana de Nick Hayek, Jr. (a quien supera en tres años de edad), CEO del Grupo Swatch en 2003.
Estaba casada con Roland Weber, un industrial alemán, de quien está divorciada.